# Alica Rusová
Alica Rusová (* 5. Februar 1998) ist eine slowakische Tennisspielerin.

## Karriere
Rusová spielt überwiegend auf Turnieren der ITF Women’s World Tennis Tour, bei denen sie bereits drei Doppeltitel gewonnen hat.
2018 erhielt sie mit Partnerin Birte Langenstein eine Wildcard für das Hauptfeld im Damendoppel des mit 25.000 US-Dollar dotierten Internationale Württembergische Damen-Tennis-Meisterschaften um den Stuttgarter Stadtpokal, wo die beiden mit einem 2:6 und 0:4 Sieg, bei dem die Gegnerinnen aufgeben mussten, über Walerija Solowjowa und Anna Zaja die zweite Runde erreichten. Dort verloren sie mit 0:6 und 0:6 chancenlos gegen Anita Husarić und Tammi Patterson.
2019 gewann Rusová zusammen mit Simona Waltert ihren ersten ITF-Doppeltitel beim Turnier in Kairo und mit Mayar Sherif den zweiten Doppeltitel in Tabarka. In diesem Jahr trat sie auch in der deutschen 2. Tennis-Bundesliga für die MBB-Sportgemeinschaft Manching an.

## Turniersiege

### Doppel
| Nr. | Datum            | Turnier | Kategorie | Belag | Partnerin      | Finalgegnerinnen             | Ergebnis         |
| --- | ---------------- | ------- | --------- | ----- | -------------- | ---------------------------- | ---------------- |
| 1.  | 4. Mai 2019      | Kairo   | ITF W15   | Sand  | Simona Waltert | Seone Mendez Charlotte Römer | 7:5, 0:6, [10:6] |
| 2.  | 1. Juni 2019     | Tabarka | ITF W15   | Sand  | Mayar Sherif   | Lena Lutzeier Nina Stadler   | 6:4, 4:6, [10:4] |
| 3.  | 7. November 2020 | Iraklio | ITF W15   | Sand  | Nina Stadler   | Johana Marková Nika Radišić  | 6:0, 6:4         |